# والتر فرانزوت
والتر فرانزوت (انگلیسی: Walter Franzot؛ زادهٔ ۲۲ نوامبر ۱۹۴۹) بازیکن فوتبال اهل ایتالیا است.
از باشگاه‌هایی که در آن بازی کرده‌است می‌توان به باشگاه فوتبال هلاس ورونا، باشگاه فوتبال آ.اس. رم، و باشگاه فوتبال اودینزه اشاره کرد.
وی همچنین در تیم ملی فوتبال زیر ۲۱ سال ایتالیا بازی کرده‌است.